# 小川尚克
小川 尚克（おがわ なおき、1935年 - ）は日本の翻訳家。ポルトガル文学の翻訳家であり、エッサ・デ・ケイロスやカミロ・カステロ・ブランコ（en）などの作品の翻訳を手がけた。

## 経歴
長野県塩尻市に生まれる。東京外国語大学を1961年（昭和36年）に卒業し、ポルトガル科を専攻していた。

## 著訳書

### 訳書
- エッサ・デ・ケイロス 『逝く夏』 彩流社 2008
- カミロ・カステロ・ブランコ『破滅の恋』 彩流社 2011
- カミロ・カステロ・ブランコ『リカルディーナの肖像』 彩流社 2013
- エッサ・デ・ケイロス『都市と田舎』 彩流社 2014
- エッサ・デ・ケイロス『名門ラミーレス家』自費出版　2015
- エッサ・デ・ケイロス『ケイロース傑作短編集』自費出版　2016近刊